# Waveney (district)
Waveney est un ancien district non métropolitain situé dans le comté du Suffolk en Angleterre, au Royaume-Uni. Le conseil du district était situé à Lowestoft. 58 villes et paroisses civiles constituaient le district qui tenait son nom de la rivière Waveney.
Le 1er avril 2019, le district est aboli et réuni au Suffolk Coastal pour créer le nouveau district d'East Suffolk.